# Pasin Deeleart
Pasin Deeleart (thailändisch พศิน ดีเลิศ, * 27. Dezember 2000) ist ein thailändischer Fußballspieler.

## Karriere
Pasin Deeleart steht seit 2021 beim Navy FC unter Vertrag. Der Verein aus Sattahip in der Provinz Chonburi spielte in der zweiten thailändischen Liga. Sein Zweitligadebüt gab Pasin Deeleart am 30. April 2022 (34. Spieltag) im Heimspiel gegen den Phrae United FC. Hier wurde er in der 61. Minute für den verletzten Surat Nakchumsang eingewechselt. Phrae gewann das Spiel 3:1. Am Ende der Saison 2021/22 belegte er mit der Navy den letzten Tabellenplatz und musste in die dritte Liga absteigen.